# Cimitero militare italiano di Merano
Il cimitero militare italiano di Merano (in tedesco: Italienischer Militärfriedhof Meran) è un cimitero di guerra che si trova a Merano, entro il cimitero comunale, adiacente al cimitero militare austro-ungarico.
In questo cimitero sono raccolte 281 salme di caduti nella guerra 1940–1945, i cui nomi sono incisi in lapidi individuali.
Il cimitero è separato in due campi da un viale, alla cui estremità si trovano due monumenti di marmo a ricordo dei caduti in guerra e nei campi di concentramento.